# CIH
CIH eller Chernobyl är ett datorvirus för Windows 9x-datorer som först upptäcktes i Taiwan 1998. Den första versionen aktiveras den 26 april varje år. När det aktiveras försöker viruset att skriva över delar av hårddisken och BIOS för att göra datorn oanvändbar. 

## Historia
Viruset skapades av den taiwanesiska studenten Chen Ing-Hau (陳盈豪). Namnet CIH kommer från hans initialer. Han menade att han skrev det för visa hur man kan överlista antivirusprogram och spred viruset bland sina medstudenter på Datonguniversitetet i Taipei. Viruset spred sig sedan långt utanför universitetet. Trots att Chen erkände kunde han inte åtalas eftersom det i dåvarande taiwanesisk lag var ett angivelsebrott och ingen anmälan inkom. 
Det populära namnet Chernobyl kommer av att aktiveringsdatumet 26 april också är årsdagen av Tjernobylolyckan. Detta är ett sammanträffande. Datumet valdes för att det var då den första versionen började spridas och tanken var att det skulle aktiveras exakt ett år senare. Den första gången viruset aktiverades var 26 april 1999. 

## Funktion
CIH är ett datorvirus som sprids genom att ett infekterat program körs, varpå viruset kopierar sig själv till andra program. Det spreds mestadels med piratkopierad mjukvara, men också via officiella källor – det kom förinstallerat på flera tusen av IBM:s Aptiva-datorer i början av 1999, och Yamaha distribuerade det med en uppdatering till CD-skrivaren CD-R400. 
När CIH aktiveras skriver det över viktiga data från den infekterade datorns hårddisk (de 2048 första sektorerna) och försöker även att skriva över BIOS. En hårddisk som har skrivits över av CIH kommer av datorn att se ut att vara oformaterad. Med rätt verktyg går informationen ofta att räddas helt. Om viruset lyckas med att skriva över BIOS kommer datorn inte att starta alls. PC-datorer från den tiden hade inget inbyggt sätt att återställa BIOS till fabriksinställningarna, så den enda lösningen var att byta ut BIOS-chipet på moderkortet. 
Senare versioner av viruset aktiveras på andra datum, bland annat den 2 augusti samt den 26 i varje månad. 